# Kelloggella
Kelloggella – rodzaj ryb z rodziny babkowatych.

## Klasyfikacja
Gatunki zaliczane do tego rodzaju:
- Kelloggella cardinalis
- Kelloggella disalvoi
- Kelloggella oligolepis
- Kelloggella quindecimfasciata
- Kelloggella tricuspidata